# KRSWLocker
KRSWLocker（カラサワロッカー、通称: カランサムウェア）とは、2014年12月16日にシマンテックによって存在が確認されたランサムウェアの一種。この種のマルウェアとしては初めて日本のユーザーを標的としたものである。

## 概要
KRSWLockerはランサムウェア「TorLocker」を日本向けにローカライズしたもので、感染したハードディスク内を暗号化、データの復旧に必要な復号鍵を教える見返りにビットコインを要求するコンピュータウイルスである。感染経路はクラッキングされたまとめサイト。プログラムの基本となったTorLocker（またはTorrentLocker）は、世界中で利用されるランサムウェアの一種であり、アフィリエイトを利用してTorLockerの開発者と利用者の双方に収入がある仕組みとなっている。
0Chiaki（ゼロチアキ）と名乗るTwitterユーザーが開発者を自称しており、ITジャーナリストの三上洋が0Chiakiに行ったインタビューでは身代金の請求画面が何らかの事情で表示されず、身代金の支払いやファイルの復号ができないなどの状態にあったことが明かされた。0Chiakiを名乗っていた当時17歳の少年は、その後2015年6月30日に不正アクセス行為の禁止等に関する法律（不正アクセス禁止法）違反などの容疑で逮捕されている。
名称はインターネット上で有名な日本の弁護士に由来する。

## 対策
シマンテックが発表した対策として、以下のようなものがある。
- OS等の各ソフトウェアを最新の状態に保ち脆弱性が悪用されることを防ぐ。
- セキュリティソフトウェアを使う。
- 定期的なバックアップをとる。
- 身代金を支払わない。